# Luis Pérez
Luis Pérez González (1906. augusztus 25. – 1963. május 28.) mexikói labdarúgócsatár.